# Společenská hra

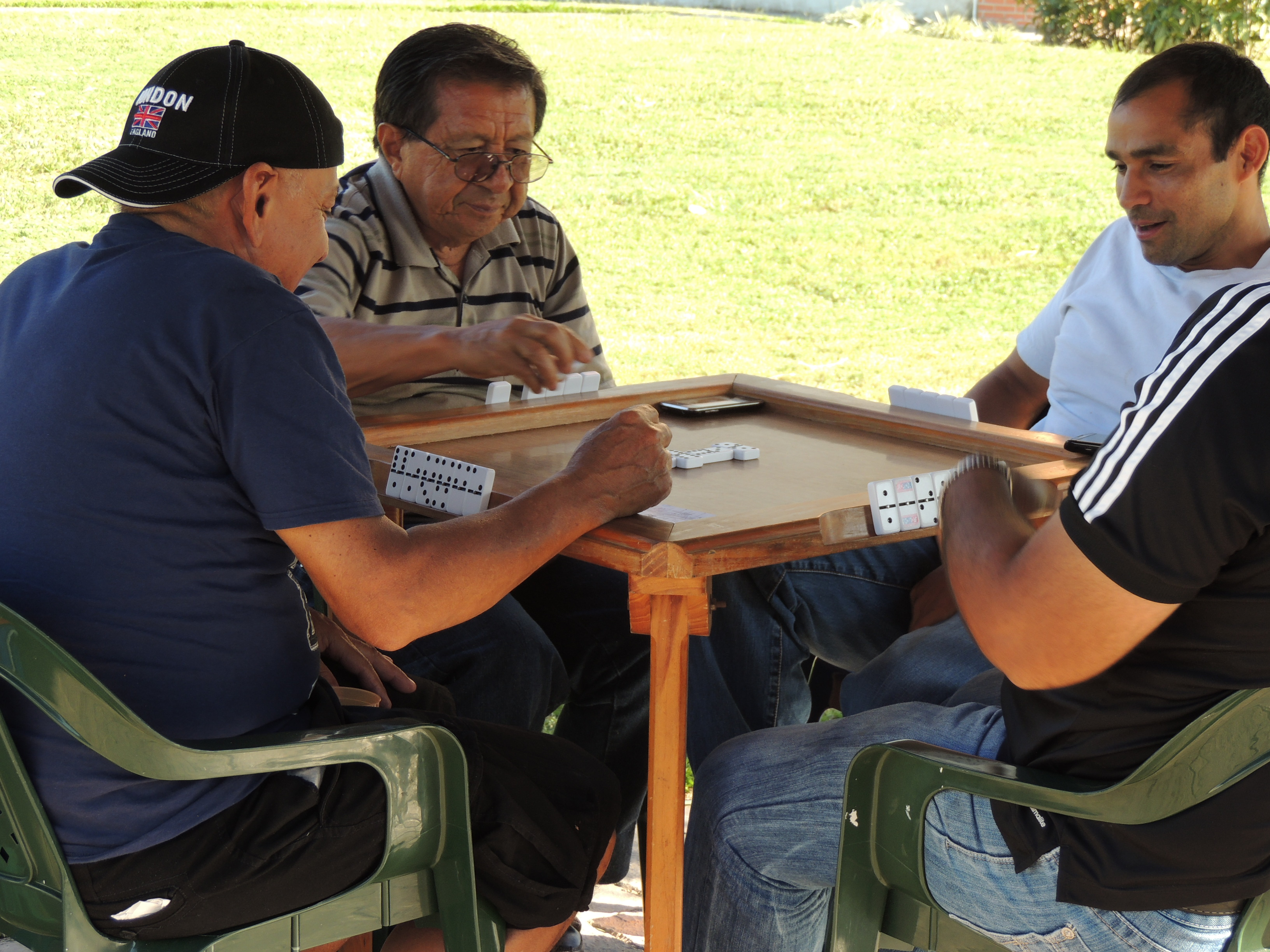
lidé hrající společenskou hru

Společenská hra je činnost pro zábavu, které se mohou účastnit dvě, ale častěji více osob, která se hraje obvykle v místnosti, není fyzicky ani intelektuálně příliš náročná a poskytuje tak příležitost k seznámení a konverzaci.

## Příklady
Mezi společenské hry patří například:
- Člověče, nezlob se!
- Domino
- Go (hra)
- Hra na schovávanou
- Tichá pošta

V širším pojetí také:
- Karetní hry
- Deskové hry
- Moderní společenská hra s příběhem